# Ochrilidia marmorata
Ochrilidia marmorata är en insektsart som beskrevs av Boris Petrovich Uvarov 1952. Ochrilidia marmorata ingår i släktet Ochrilidia och familjen gräshoppor. Inga underarter finns listade i Catalogue of Life.